# 山川啓介
山川 啓介（やまかわ けいすけ、1944年〈昭和19年〉10月26日 - 2017年〈平成29年〉7月24日）は、日本の作詞家、脚本家。本名は井出 隆夫（いで たかお）。長野県佐久市出身（本籍は南牧村海尻）。

## 人物
長野県上田高等学校、早稲田大学第一文学部卒業。血液型はO型。
山川啓介名義での作詞活動の他、本名の井出隆夫名義で「おかあさんといっしょ」をはじめとする子供番組の楽曲の作詞や人形劇の脚本、及び番組の構成を手がけていた。特に「おかあさんといっしょ」では、1982年4月から10年半放送された「にこにこぷん」、1992年10月から7年半放送された「ドレミファ・どーなっつ!」で計18年間にわたっておよそ3500話を超える脚本を執筆し、劇中歌全てを作詞した。また、既存のクラシック音楽とキッズソングの融合にも挑戦し、モーツァルトの『トルコ行進曲』に「おかあさんといっしょ」の楽曲や番組に関連した歌詞を付けた『おかあさんといっしょのトルコ行進曲』や、ブラームスの『ハンガリー舞曲第5番』に歌詞をつけた『ハンガリー舞曲第5番 〜ふしぎなバイオリン〜』等も手がけた。
「ドレミファ・どーなっつ!」終了以降も、晩年まで「おかあさんといっしょ」のコンサートの脚本を手がけた他、同じくNHKで2011年から2016年まで放送された「フックブックロー」（再構成された5分版の「ミニ」のみ2018年3月まで継続）の脚本及び劇中歌作詞を担当。更に「にほんごであそぼ」では、2012年から同番組の公開イベントとして始まった「元気コンサート」に携わる一方で、自身の代表作である『北風小僧の寒太郎』から引用したペンネーム「寒 太郎」名義で、番組内ユニット「ちーむ・をとめ座」向けに、口語体と文語体を織り交ぜた『恋そめし』と『あさき夢みし』の2曲を書き下ろした（いずれも服部隆之作曲）。
作曲家の福田和禾子と組んだ作品が多い。福田と組んだ作品は、「みんなのうた」の『母さんは雪おんな』の他、「おかあさんといっしょ」の『そうだったらいいのにな』、『北風小僧の寒太郎』、『レインマン』等がある。
2017年7月24日、肺癌のため長野県佐久市の病院で死去。72歳没。

## 主な作品

### 山川啓介名義による作詞

#### あ行
- あいざき進也
  - ストーミー・ラブ（作曲：加瀬邦彦 編曲：馬飼野康二）
- 青い三角定規
  - 太陽がくれた季節（作曲：いずみたく 編曲：松岡直也）※『飛び出せ!青春』主題歌
  - ひとつをみんなで（作曲：いずみたく）※『みんなのうた』1972年4-5月放送
- アグネス・チャン
  - 夢をください（作曲：小泉まさみ 編曲：佐藤準）
  - 初恋（中国民謡 訳詞・編曲：瀬尾一三）
  - 似たものどうし（作曲：加瀬邦彦 編曲：船山基紀）
- アグネス・ラム
  - 雨あがりのダウンタウン（作曲：弾厚作 編曲：森岡賢一郎）
- 麻丘めぐみ
  - 卒業（作曲：井上忠夫 編曲：馬飼野俊一）
- 天地真理
  - 私が雪だった日（作曲：網倉一也）
- 荒川務
  - 青春前期（作曲：佐瀬寿一）
- 五十嵐喜芳
  - 佐久・わが市（作曲：神津善行）※郷里の佐久市より依頼された市民歌
- 石橋正次
  - あいつ（作曲：鏑木創）
- いずみたくシンガーズ
  - 帰らざる日のために（作曲：いずみたく 編曲：森岡賢一郎）※『われら青春!』主題歌
- 伊丹哲也
  - お前しかいない（作曲：伊丹哲也）
  - You Are The Rain（作曲：伊丹哲也）
  - SEASIDE HOTEL（作曲：伊丹哲也）
- 市村正親
  - ホテル・ブルー（作曲：筒美京平）
- 伊藤つかさ
  - もう野うさぎじゃない（作曲：後藤次利 編曲：井上鑑）
  - 先生のお気に入り（作曲：後藤次利 編曲：井上鑑）
- 井上純一
  - 脱走特急（作曲：佐藤健）
- 岩崎宏美
  - 聖母たちのララバイ（作曲：木森敏之&John Scott 編曲：木森敏之）※『火曜サスペンス劇場』エンディングテーマ
  - 家路（作曲・編曲：木森敏之）※『火曜サスペンス劇場』エンディングテーマ
  - 橋（作曲・編曲：木森敏之）※『火曜サスペンス劇場』エンディングテーマ
  - 決心/夢狩人（作曲：奥慶一　編曲：萩田光雄） ※A面収録の「決心」のみ
  - 25時の愛の歌（作曲・編曲：木森敏之）※『火曜サスペンス劇場』エンディングテーマ
  - 小さな旅（作曲：大野雄二 編曲：奥慶一）
  - 未成年（作曲・編曲：三木たかし 編曲：萩田光雄）
- H2O
  - Good-bye シーズン（作曲：鈴木キサブロー 編曲：星勝）
- 大塚博堂
  - 青春は最後のおとぎ話（作曲：大塚博堂 編曲：クニ河内）※『聖女房』主題歌
- 大貫妙子
  - みずうみ（作曲：グリーグ 編曲：乾裕樹）※「ペール・ギュント」組曲第2番より「ソルヴェイグの歌」を改作、『みんなのうた』1983年6-7月放送
- 大橋純子
  - ビューティフル・ミー（作曲・編曲：佐藤健）
- 岡田奈々
  - 賭け（作曲・編曲：佐藤健）
- 尾崎紀世彦
  - My Better Life（作曲・編曲：大野雄二）※収録アルバムに6曲提供
- 小野寺昭
  - 白いページ（作曲：大野克夫 編曲：青木望）※『太陽にほえろ!』挿入歌
- オフコース
  - 夜明けを告げに（作曲：加藤和彦 編曲：青木望）

#### か行
- 加藤登紀子
  - ペルシャの子守歌〜わたしの花〜（原曲：イラン民謡 編曲：田中正史）※『みんなのうた』1984年6-7月放送
- 河内淳一
  - Heart-Break Friend（作曲：河内淳一 編曲：志熊研三）
  - Single Girlに愛をこめて（作曲：河内淳一 編曲：志熊研三）
- 神田正輝
  - まごころ（作曲：羽田健太郎）
- 北原佐和子
  - 悲しきカレッジ・ボーイ（作曲：岸正之 編曲：萩田光雄）
- 草刈正雄
  - プロポーズの唄（作曲：前田憲男）
- 串田アキラ
  - ローラー天国（作曲：惣領泰則 編曲：木戸やすひろ）※『みんなのうた』1980年8-9月放送
  - 宇宙刑事ギャバン（作曲：渡辺宙明）
  - 蒸着せよ！ギャバン（作曲：渡辺宙明）
  - チェイス！ギャバン（作曲：渡辺宙明）
  - 強さは愛だ（作曲：渡辺宙明）
  - 星空のメッセージ（作曲：渡辺宙明）
  - 宇宙刑事シャリバン（作曲：渡辺宙明）
  - 宇宙刑事シャイダー（作曲：渡辺宙明）
  - ハロー！シャイダー（作曲：渡辺宙明）
  - 青いイナズマ（作曲：渡辺宙明）
  - 銀河のターザン（作曲：渡辺宙明）
  - 夢の翼を（作曲：渡辺宙明）
  - 機動刑事ジバン（作曲：鈴木キサブロー）
  - 未来予報はいつも晴れ（作曲：鈴木キサブロー）
  - ジライヤ（作曲：鈴木キサブロー）
  - SHI・NO・BI '88（作曲：鈴木キサブロー）
  - 空からひびく声（作曲：瑞木薫）
- 串田アキラ&こおろぎ'73
  - 太陽戦隊サンバルカン（作曲：渡辺宙明）
  - 若さはプラズマ（作曲：渡辺宙明）
- 国広富之
  - ほほえみが帰る時（作曲：渋谷祐子）
- 久保田早紀
  - オレンジ・エアメール・スペシャル（作曲：久保田早紀 編曲：萩田光雄）
  - ねがい（作曲：久保田早紀 編曲：萩田光雄）
- ゴダイゴ
  - きみはミラクル!（作詞：奈良橋陽子と共同 作曲：タケカワユキヒデ 編曲：ミッキー吉野）※『みんなのうた』2015年10-11月放送
  - 銀河鉄道999（作詞：奈良橋陽子と共同 作曲：タケカワユキヒデ 編曲：ミッキー吉野）※銀河鉄道999劇場版主題歌

#### さ行
- サーカス
  - 風のメルヘン（作曲：佐藤健 編曲：川村栄二）※『まんが日本史』エンディングテーマ
  - ホームタウン急行（作曲：佐藤健 編曲：坂本龍一）※『鉄道公安官』主題歌
- 西城秀樹
  - 勇気があれば（作曲：筒美京平 編曲：萩田光雄）
  - 悲しき友情（作曲：筒美京平 編曲：水谷公生）
  - プロローグ（作曲：筒美京平 編曲：井上鑑）
  - ポーカー フェイス（作曲：水谷公生 編曲：佐藤準）
  - TAKE IT EASY（作曲：筒美京平 編曲：水谷公生）※シングル『悲しき友情』B面収録曲
  - IF（イフ）（作曲：筒美京平 編曲：船山基紀）※シングル『勇気があれば』B面収録曲
  - 難破船（作曲：水谷公生）※『眠れぬ夜』シングルB面収録曲[注釈 1]
  - 素晴らしいゲーム（作曲：鈴木邦彦）
- 財津一郎
  - 浪漫酒（作曲：いずみたく）
- 堺正章
  - 花嫁募集中（作曲：平尾昌晃 編曲：京建輔）※『みんなのうた』1975年6-7月放送
  - 北風小僧の寒太郎（元々は『おかあさんといっしょ』から生まれた楽曲で、のちに『みんなのうた』でも取り上げられた。）
- 桜木健一
  - 旅立つ季節（作曲：三木たかし）
- 桜田淳子
  - 春のゆくえ（作曲：鈴木邦彦 編曲：乾裕樹）※『みんなのうた』1975年2-3月放送
  - 序曲（作・編曲竹村次郎）桜田淳子リサイタル5・6収録
- ジェロ
  - 菜の花畑でつかまえて（作曲：都倉俊一）
- 柴田恭兵
  - 君だけでいい（作曲・編曲：大野雄二）※東京キッドブラザース・テレビミュージカル『サラムム』劇中曲
  - AGAIN（作曲：深町栄 編曲：瀬尾一三）※『べっぴんの町』主題歌
  - 横浜DAYBREAK（作曲：川上明彦 編曲：佐藤準）※『勝手にしやがれヘイ!ブラザー』主題歌
- しばたはつみ
  - Musician（作曲：大野雄二 編曲：矢野立美）
- 四方堂亘
  - 緑の林檎（作曲：堀内孝雄）
- 朱里エイコ
  - 明日への願い（作曲・編曲：Harvey Truitt）
- 杉村尚美
  - 風のノスタルジア（作曲：芳野藤丸 編曲：川村栄二）
- スペクトラム
  - SUNRISE（作曲・編曲：スペクトラム）※後のプロレスラー・スタン・ハンセン入場曲
- センチメンタル・シティ・ロマンス＆村岡雄治
  - 金田一耕助の冒険：青春編（作曲・編曲：小林克己）※「金田一耕助の冒険」の映画主題歌（ED）
  - 金田一耕助の冒険：サーカス編（作曲・編曲：小林克己）※「金田一耕助の冒険」の映画主題歌（OP）

#### た行
- 太川陽介
  - ビーナス・イン・ブルージン（作曲：馬飼野康二）
- 滝ともはる&堀内孝雄
  - 南回帰線（作曲：堀内孝雄 編曲：石川鷹彦）※サントリービール・CMソング
- タケカワユキヒデ
  - ハピネス（作詞：奈良橋陽子と共同 作曲：タケカワユキヒデ 編曲：ミッキー吉野）※上記の『南回帰線』同様、サントリービールCMソングだが、採用されたのはこちらが先である。
- 竹宏治
  - 舞・舞・舞（作曲：網倉一也）
- 田中健
  - 生きる（作曲：いずみたく）
- 千葉真一
  - 旅人ひとり（作曲：内藤孝敏）
- 堤大二郎
  - ジャンクション（作曲：川口真）
  - もう一度きらめいて（作曲：馬飼野康二）
- 天馬ルミ子
  - ミスター・シャドウ（作曲：川口真 編曲：萩田光雄）
- 時任三郎
  - さらば夏の光（作曲：茂村泰彦）

#### な行
- 中村雅俊
  - ふれあい（作曲：いずみたく 編曲：大柿隆）※『われら青春!』挿入歌
  - 時代遅れの恋人たち（作曲：筒美京平 編曲：大村雅朗）※『ゆうひが丘の総理大臣』主題歌
- ナタリー・シマール
  - 5月の手紙（作曲：都倉俊一）
  - 海の中のあなたへ（作曲：都倉俊一）
- 西川きよし
  - 笑ってください（作曲：遠藤実）
- 野口五郎
  - グッド・ラック（作曲：筒美京平 編曲：高田弘）
- 野村宏伸
  - 11月NOVEMBER白書（作曲：伊藤銀次 編曲：鈴木茂）

#### は行
- ハイ・ファイ・セット
  - ブロードウェイで夕食を（作曲：山本俊彦）
- 羽賀研二
  - とび色の瞳（作曲：大野克夫）
- 林隆三
  - ピアノ・マン（作曲：大野雄二）
- 原辰徳
  - ありふれたLOVE SONG（作曲：長渕剛 編曲：竜崎孝路）
- 尾藤イサオ
  - ワルのテーマ（作曲：いずみたく）※『非情学園ワル』主題歌
- 古谷一行
  - パープル・オニオン（作曲：東郷和声）
  - 糸電話（作曲：伊勢正三）
- ボニージャックス
  - 桜桃忌 (作曲：坂田晃一)
  - おやじの舟唄 (作曲：坂田晃一)
  - コーヒーカップの海 (作曲：小林亜星)
  - 旧友 (作曲：南安雄)
- 堀内孝雄
  - デラシネ（作曲：堀内孝雄 編曲：安田裕美）

#### ま行
- 町田義人
  - 戦士の休息（作曲・編曲：大野雄二）※『野性の証明』主題歌
- 松平健
  - 夜明けまで（作曲：堀内孝雄）
- 水越けいこ
  - 落ち葉が見たくて （作曲：水越恵子）
- 三田村邦彦
  - レクイエム（作曲：黒住憲五）
  - 透きとおる季節（作曲：堀内孝雄）
- 南野陽子
  - 金星（ヴィーナス）伝説（作曲：亀井登志夫）
- 三橋美智也
  - ちょっとお話ししませんか/旅人の子守唄
  - 春の音/琴という女（作曲：いずみたく）
- 宮永英一
  - 遠い血の伝説 / 終章（作曲：八木正生）※『恐竜・怪鳥の伝説』主題歌
- 村野武範
  - いいじゃないか節（作曲：いずみたく）
- 目黒祐樹
  - 男が旅に出る時は（作曲：いずみたく）
- 森進一
  - ふるさとのない秋（作曲：福田和禾子 編曲：前田憲男）※『みんなのうた』1990年8-9月放送
- メリッサ・クニヨシ
  - 虹色少年（作曲：鈴木淳）
  - ほほえみホスピタル（作曲：鈴木淳）

#### や行
- 八神純子
  - 「Mr.ブルー 〜私の地球〜」（作曲：八神純子 編曲：大村雅朗）
  - 「サマー・イン・サマー」（作曲：八神純子 編曲：大村雅朗）
  - 「NATURALLY」（作曲：八神純子 編曲：瀬尾一三）
- 矢沢永吉
  - 「ひき潮」（作曲：矢沢永吉 編曲：水谷公生）
  - 「鎖を引きちぎれ」（作曲・編曲：矢沢永吉）
  - 「時間よ止まれ」（作曲・編曲：矢沢永吉）
  - 「チャイナタウン」（作曲・編曲：矢沢永吉）
  - 「ラストソング」（作曲：矢沢永吉）
  - 「めざめたら」（作曲：矢沢永吉）
  - 「Morning Rain」（作曲：矢沢永吉）
  - 「SORRY…」（作曲：矢沢永吉）
- やしきたかじん
  - 「イージーダンス」（作曲：やしきたかじん 編曲：若草恵）
- 安田祥子
  - ひまわり（作曲：坂田晃一 編曲：萩田光雄）※『みんなのうた』1996年8-9月放送
- ヤング101
  - 「人生、すばらしきドラマ」（作曲：和田昭治）[注釈 2]
  - 「出発の朝」（作曲：福田和禾子）
- 山口百恵
  - デイ・ドゥリーム（作曲：水谷公生 編曲：萩田光雄）
  - センチメンタル・ハリケーン（作曲：梅垣達志 編曲：B.Fasman)
  - NAVY HILL（作曲：芳野藤丸 編曲：B.Fasman)
- 山本達彦
  - LAST GOOD-BYE（作曲：山本達彦）
  - 嘘の台詞（ダイアローグ）（作曲：山本達彦）
  - MY MARINE MARILYN（作曲：NOBODY）
  - 雨に想いを（作曲：山本達彦）
  - Eldorado（作曲：山本達彦）
  - 霧の国から来た女（作曲：山本達彦）
- 由紀さおり
  - 故郷（作曲・編曲：大野雄二）
- yu-yu
  - 星屑の砂時計（作曲・編曲：服部隆之）

#### ら行
- ロブバード
  - タイトロープ（作曲・編曲：NOBODY）
  - エリナ（作曲・編曲：NOBODY）
- ロミオ
  - それはないよ子猫ちゃん（作曲：森田公一 編曲：小野寺忠和）※『ハローキティ』イメージソング

#### わ行
- 渡辺徹
  - 彼（ライバル）（作曲：堀内孝雄 編曲：石川鷹彦）

### 日本語詞
- 尾崎紀世彦
  - 明日への扉（作詞・作曲：B.Morrison/J.Wilson 編曲：信田かずお）
- 郷ひろみ
  - 哀愁のカサブランカ（作詞・作曲：B.Higgins・S Limbo・J.Healy 編曲：若草恵）
  - ロマンス（作詞・作曲・他：J.Iglesias 編曲：川口真）
- ボニージャックス
  - 希望が愛が、ホラ（作詞：B.アンダーソン 作曲：B.ウルヴァース 編曲：前田憲男）※『みんなのうた』1980年4-5月放送

### 追詞
- 西城秀樹
  - 愛の園 (AI NO SONO)（作詞・作曲：スティーヴィー・ワンダー 編曲：坂本龍一）

### 補作詞
- 小鳩くるみ・ヤングフレッシュ
  - ちびっこ盆おどり いい湯だな（作詞：永六輔 作曲：いずみたく 編曲：寺岡真三）
- 上條恒彦・東京放送児童合唱団
  - 天使の羽のマーチ（作詞：向井一 作曲：松尾善雄 編曲：若松正司）※『みんなのうた』1984年8-9月放送

### アニメ、特撮ソング
- ウルトラマンG（主題歌）
  - ぼくらのグレート 歌：京本政樹 OP
  - 地球は君を待っていた 歌：京本政樹 ED
- キャプテン・フューチャー（主題歌）
  - 夢の舟乗り 歌：ヒデ夕樹/タケカワユキヒデ OP
  - ポプラ通りの家 歌：ピーカブー ED
- 子鹿物語（主題歌）
  - ハロー・トゥモロー OP
- 銀河鉄道999（劇場版主題歌）日本語詞を担当
  - 銀河鉄道999 歌：ゴダイゴ
  - テイキング・オフ！ 歌：ゴダイゴ
- スーパー戦隊シリーズ
- バトルフィーバーJ（オープニングテーマ、挿入歌）
  - バトルフィーバーJ 歌：MOJO/コロムビアゆりかご会/フィーリング・フリー OP
  - 明日の戦士たち 歌：MOJO/こおろぎ'73
- 太陽戦隊サンバルカン（主題歌・挿入歌全14曲のすべて）
  - 太陽戦隊サンバルカン 歌：串田アキラ/こおろぎ'73 OP
  - たたかいのテーマ 歌：串田アキラ/こおろぎ'73
  - 君はパンサー 歌：水木一郎
  - 輝け！サンバルカン 歌：水木一郎/こおろぎ'73/コロムビアゆりかご会
  - スーパーウーマンゼロガールズ 歌：かおりくみこ
  - ファイト！サンバルカンロボ 歌：串田アキラ/こおろぎ'73
  - 夢の翼を 歌：串田アキラ
  - 海が呼んでいる 歌：水木一郎
  - 太陽マーチ 歌：水木一郎/こおろぎ'73/ザ・チャープス
  - ぼくらのサンバルカン 歌：串田アキラ/こおろぎ'73/コロムビアゆりかご会
  - あしたがあるさ 歌：水木一郎
  - 戦う仲間サンバルカン 歌：串田アキラ/こおろぎ'73
  - 若さはプラズマ 歌：串田アキラ/こおろぎ'73 ED1
  - 1たす2たすサンバルカン 歌：串田アキラ/コロムビアゆりかご会 ED2
- プロレスの星 アステカイザー（主題歌）
  - カモン！アステカイザー 歌：子門真人 OP
  - ファイト！アステカイザー 歌：子門真人 ED
- メタルヒーローシリーズ
- 宇宙刑事ギャバン（主題歌、挿入歌）
  - 宇宙刑事ギャバン 歌：串田アキラ OP
  - 父よ 歌：大葉健二
  - チェイス！ギャバン 歌：串田アキラ
  - 青い地球は母の星 歌：ハーリー木村
  - 蒸着せよ！ギャバン 歌：串田アキラ
  - スーパーヒーローぼくらのギャバン 歌：串田アキラ
  - 星空のメッセージ 歌：串田アキラ ED
- 宇宙刑事シャリバン（主題歌）
  - 宇宙刑事シャリバン 歌：串田アキラ OP
  - 強さは愛だ 歌：串田アキラ ED
- 宇宙刑事シャイダー（主題歌、挿入歌）
  - 宇宙刑事シャイダー 歌：串田アキラ OP
  - 正義のハンター 歌：串田アキラ
  - シャイダー・ブルー 歌：宮内タカユキ
  - 焼結せよ！シャイダー 歌：串田アキラ
  - 青いイナズマ 歌：串田アキラ
  - 銀河のはてまで 歌：こおろぎ'73/コロムビアゆりかご会/ジャパン・エコーシンガーズ
  - ハロー！シャイダー 歌：串田アキラ ED
- 巨獣特捜ジャスピオン（主題歌、挿入歌）
  - おれが正義だ！ジャスピオン 歌：アイ高野 OP
  - パワフルファイター・ジャスピオン 歌：串田アキラ
  - いつの日平和が 歌：Bobby
  - 巨獣たちよ 歌：Space Minstrels
  - 銀河のターザン 歌：串田アキラ
  - まぶしいあいつ 歌：串田アキラ
  - 銀河狼（スペースウルフ）ジャスピオン 歌：アイ高野 ED
- 時空戦士スピルバン（主題歌、挿入歌）
  - 時空戦士スピルバン 歌：水木一郎 OP
  - 光の惑星（ほし）・水の惑星（ほし） 歌：渡洋史
  - チェイス！スピルバン  歌：水木 一郎
  - 君の仲間だスピルバン  歌：水木一郎 ED1
- 世界忍者戦ジライヤ（主題歌、挿入歌全10曲のすべて）
  - ジライヤ   歌：串田晃（串田アキラ）OP
  - 磁雷矢参上！ 歌：串田晃
  - 光る風  歌：串田晃
  - 闇の狩人〜妖魔のテーマ 歌：串田晃
  - 輝け！ジライヤ 歌：筒井巧
  - うなれ磁光真空剣 歌：串田晃
  - ケイと恵美破〜恵美破のテーマ 歌：関口めぐみ
  - 空からひびく声 歌：串田晃
  - そこにパラダイス 歌：串田晃
  - SHI・NO・BI '88  歌：串田晃 ED
- 機動刑事ジバン（主題歌）
  - 機動刑事ジバン 歌：串田晃 OP
  - GOYOだ！ 歌：串田晃
  - 未来（あした）予報はいつも晴れ 歌：串田晃 ED
- 特警ウインスペクター（主題歌）
  - 特警ウインスペクター 歌：宮内タカユキ OP
  - 夢もひとつの仲間たち 歌：水木一郎
  - 君が幸せなら 歌：山下優
  - 今日のおれからあしたの君へ 歌：宮内タカユキ/コーラス：森の木児童合唱団 ED
- 特捜エクシードラフト（主題歌）
  - 特捜エクシードラフト 歌：宮内タカユキ OP
  - 未来（あした）を守る騎士（ナイト）たち 歌：宮内タカユキ
  - 勇気よ急げ！ 歌：宮内タカユキ
  - ゴールは未来 歌：宮内タカユキ ED
- 特捜ロボジャンパーソン（主題歌、挿入歌全8曲のすべて）
  - 特捜ロボ ジャンパーソン 歌：大矢晋/コーラス：森の木児童合唱団 OP
  - おれはガンマン〜ガンギブソンのテーマ〜 歌：影山ヒロノブ
  - 正義のために 歌：大矢晋
  - 君は眠れ・そして歌え 歌：影山ヒロノブ
  - お前がいるから〜JP&ガンギブソン友情のテーマ〜 歌：影山ヒロノブ
  - ハロー・JP! 歌：大矢晋/コーラス：森の木児童合唱団
  - 紫狼（パープルウルフ）伝説 歌：影山ヒロノブ
  - 朝焼けのララバイ 歌：大矢晋  ED
- 勇者ライディーン（主題歌・挿入歌）
  - 勇者ライディーン 歌：子門真人/コロムビアゆりかご会 OP
  - おれは洸だ 歌：子門真人/コロムビアゆりかご会 ED
  - 戦え!ライディーン 歌：子門真人　
  - 飛べ!ゴッドバード 歌：子門真人
  - 海よ 歌：子門真人　
  - 神と悪魔 歌：子門真人
  - 行こうよ洸 歌：子門真人/堀江美都子
  - 女の子だもの 歌：大杉久美子
  - 進め天下のレッド団 歌：こおろぎ'73
  - バラオが笑う 歌：こおろぎ'73
  - コープランダー隊歌 歌：こおろぎ'73
  - ぼくらの仲間ライディーン 歌：こおろぎ'73/コロムビアゆりかご会
- 闘将ダイモス（挿入歌3曲）
  - 心の握手をさあ君も 歌：神代ユースコーラス、こおろぎ'73
  - おれは生きている 歌：ささきいさお、たかの羽児童合唱団
  - 愛の神話 歌：かおりくみこ、大倉正丈
- ムーの白鯨（主題歌）
  - ムーへ飛べ 歌：水木一郎 OP
  - 信じるかい 歌：水木一郎 ED
- トム・ソーヤーの冒険
  - 誰よりも遠くへ 歌：日下まろん OP
  - ぼくのミシシッピー 歌：日下まろん ED
  - 行こうぜ兄弟! 歌：日下まろん 挿入歌
- トランスフォーマー ザ☆ヘッドマスターズ（主題歌・挿入歌）
  - ザ・ヘッドマスターズ 歌：影山ヒロノブ OP
  - TRANSFORM 歌：影山ヒロノブ
  - デストロン賛歌 歌：影山ヒロノブ
  - 宇宙に架ける虹 歌：影山ヒロノブ/野口郁子
  - 君はトランスフォーマー 歌：影山ヒロノブ ED
- 機動戦士ガンダム THE ORIGIN I（主題歌）
  - 星屑の砂時計 歌：yu-yu
- わが青春のアルカディア（主題歌・挿入歌）
  - 太陽は死なない 歌：朝比奈マリア
  - 星空のラストソング 歌：朝比奈マリア
  - わが青春のアルカディア 歌：渋谷哲平
- ユニコ（エンディングテーマ）
  - 愛こそすべて 歌：BUZZ&島澄江

### その他の山川啓介名義による作詞作品
- HELLO, SOFMAP WORLD（作曲：林哲司）（ソフマップCMソング）
- おーい海！（作曲：山本直純） - 第45回NHK全国学校音楽コンクール小学校の部課題曲
- 出発の朝（作曲：福田和禾子） - 第46回NHK全国学校音楽コンクール小学校の部課題曲
- 山があって海がいて（作曲：南安雄） - 第53回NHK全国学校音楽コンクール小学校の部課題曲
- 地球が私を愛するように（作曲：野田暉行） - 第58回NHK全国学校音楽コンクール中学校の部課題曲
- エバー・グリーン・ラブ〜人間という名の大きな樹（作曲：大野雄二） - 日本テレビ『24時間テレビ 「愛は地球を救う」』番組テーマソング
- Eテレ『フックブックロー』番組オリジナル曲（作曲：服部隆之）
- パイオニア 愛唱歌「君こそパイオニア」（原案：坪田典子 作曲：福井峻）[4]
- 長崎物語CMソング[5]

### 井出隆夫名義による作詞
- 肝付兼太・よこざわけい子・中尾隆聖
  - にこにこぷん（作曲：越部信義）
- 佐久間レイ・小桜エツ子・中尾隆聖・青木和代
  - ドレミファ・どーなっつ!（作曲：乾裕樹）
- 堺正章・東京放送児童合唱団
  - 北風小僧の寒太郎（作曲・編曲：福田和禾子）
- 中井貴一・吉田直子（東京放送児童合唱団）
  - ありがとう さようなら（作曲：福田和禾子）
- 堀江美都子
  - 母さんは雪おんな（作曲：福田和禾子）

このほか、『おかあさんといっしょ』など、低年齢向けの作品を中心に井出隆夫名義で数々の曲を提供している。